# Relais & Châteaux
Relais & Châteaux è un'associazione di hotel e ristoranti di lusso. Il gruppo conta circa 500 strutture in 60 paesi, sparsi nei cinque continenti: queste si trovano prevalentemente in Europa, ma anche in America del Nord, Asia e Africa.

## Storia e descrizione
L'associazione è stata fondata in Francia nel 1954 da una coppia di artisti francesi, Marcel e Nelly Tilloy, proprietari dell'hotel-ristorante La Cardinale, lungo le rive del Rodano: questi decisero di riunire in un'unica associazione 8 alberghi della zona che nel 1975 avrebbe poi preso il nome di Relais & Châteaux. Il gruppo è noto per i suoi severi canoni di ammissione: oltre ai servizi di lusso, i membri devono avere caratteristiche speciali che li distinguono dagli altri hotel. La maggior parte delle strutture è rappresentata da monumenti storici come castelli, manieri o case a schiera che offrono anche ristoranti con alta cucina.
I membri vengono valutati attraverso il tradizionale motto delle "cinque C" del gruppo: Caractère, Courtoisie, Calme, Charme et Cuisine (Carattere, Cortesia, Calma, Charme e Cucina).